# Nati nel 1947/Aprile
| Questa pagina contiene informazioni ricavate automaticamente dalle voci biografiche con l'ausilio del template Bio e di un bot. L'aggiornamento è periodico e automatico e ricostruisce completamente la pagina. Se manca una persona in questa lista, sei pregato di non aggiungerla, ma accertati piuttosto che la sua voce biografica contenga il template Bio e che i dati anagrafici siano correttamente compilati. Se il template Bio manca, inseriscilo tu stesso o, in alternativa, metti l'avviso {{tmp\|Bio}} che ne segnala la mancanza. Se i dati riportati sono sbagliati, correggi direttamente la voce biografica; le modifiche saranno visibili in questa lista entro pochi giorni. Per chiarimenti vedi il progetto biografie. La lista contiene solo le 263 persone che sono citate nell'enciclopedia e per le quali è stato implementato correttamente il template Bio. Pagina aggiornata al 2 ago 2025. |

- 1º aprile - Alain Connes, matematico francese
- 1º aprile - Laura Dubini, giornalista italiana († 2007)
- 1º aprile - Alessandro Gritti, pilota motociclistico italiano
- 1º aprile - Kim Jae-han, ex calciatore sudcoreano
- 1º aprile - Maria Teresa Letizia, doppiatrice e attrice italiana († 2004)
- 1º aprile - Raf Luca, attore italiano
- 1º aprile - James Luceno, scrittore statunitense
- 1º aprile - Mauro Nobilia, sindacalista e politico italiano († 2025)
- 1º aprile - Maria Grazia Picozzi, archeologa italiana
- 1º aprile - Guido Podestà, dirigente d'azienda, dirigente sportivo e politico italiano
- 1º aprile - Francine Prose, scrittrice e critica letteraria statunitense
- 1º aprile - Robin Scott, produttore discografico e cantante britannico
- 1º aprile - Ingrid Steeger, attrice tedesca († 2023)
- 1º aprile - Dino Tibaldi, politico italiano
- 1º aprile - Norm Van Lier, cestista e allenatore di pallacanestro statunitense († 2009)
- 1º aprile - Gene Williams, ex cestista statunitense
- 2 aprile - Sam Anderson, attore statunitense
- 2 aprile - Paquita la del Barrio, cantante messicana († 2025)
- 2 aprile - Francesco Casetti, semiologo, critico cinematografico e critico televisivo italiano
- 2 aprile - Tua Forsström, poetessa e scrittrice finlandese
- 2 aprile - Franco Gagliardi, allenatore di calcio e dirigente sportivo italiano
- 2 aprile - Emmylou Harris, cantautrice e musicista statunitense
- 2 aprile - Sam Malcolmson, calciatore scozzese († 2024)
- 2 aprile - William Moore, ex pistard britannico
- 2 aprile - Camille Paglia, filosofa statunitense
- 2 aprile - Werther Pedrazzi, ex cestista, giornalista e saggista italiano
- 2 aprile - Orazio Petrosillo, giornalista e saggista italiano († 2007)
- 3 aprile - Giorgio Aiazzone, imprenditore e personaggio televisivo italiano († 1986)
- 3 aprile - Billy Hayes, scrittore e attore statunitense
- 3 aprile - Giuseppe Penone, artista e scultore italiano
- 3 aprile - Giovanni Picat Re, calciatore italiano († 2020)
- 3 aprile - Pat Proft, sceneggiatore e produttore cinematografico statunitense
- 3 aprile - Angelo Russi, storico italiano
- 3 aprile - Jorge Siega, allenatore di calcio e ex calciatore brasiliano
- 3 aprile - Marinella Venegoni, giornalista e critica musicale italiana
- 4 aprile - Gary Bell, ex calciatore inglese
- 4 aprile - Monika Fioreschy, artista italiana
- 4 aprile - Jacques Frantz, attore e doppiatore francese († 2021)
- 4 aprile - Luke Halpin, attore statunitense
- 4 aprile - Allan Lichtman, storico statunitense
- 4 aprile - Mario Malossini, politico italiano
- 4 aprile - Enrico Manera, pittore, scultore e attore italiano
- 4 aprile - Salvatore Sciarrino, compositore italiano
- 4 aprile - Ed White, ex giocatore di football americano statunitense
- 5 aprile - Đurđica Bjedov, ex nuotatrice croata
- 5 aprile - Endre Blindheim, allenatore di calcio e ex calciatore norvegese
- 5 aprile - Saveria Chemotti, scrittrice, saggista e critica letteraria italiana
- 5 aprile - Willy Chirino, musicista e cantautore cubano
- 5 aprile - Anki Lidén, attrice svedese
- 5 aprile - Gloria Macapagal-Arroyo, politica filippina
- 5 aprile - Ramón Mifflin, ex calciatore peruviano
- 6 aprile - Reinhard Bredow, ex slittinista tedesco orientale
- 6 aprile - Domenico Cancian, vescovo cattolico italiano
- 6 aprile - Yukari Itō, cantante giapponese
- 6 aprile - Jackie McManus, ex calciatore e allenatore di calcio scozzese
- 6 aprile - Osvaldo Piazza, allenatore di calcio e ex calciatore argentino
- 6 aprile - John Ratzenberger, attore e doppiatore statunitense
- 7 aprile - Cathy Rush, ex cestista e allenatrice di pallacanestro statunitense
- 7 aprile - Gennadij Michasevič, serial killer sovietico († 1987)
- 7 aprile - Jeremy Newson, attore britannico († 2020)
- 7 aprile - Florian Schneider, musicista e polistrumentista tedesco († 2020)
- 7 aprile - Michèle Torr, cantautrice francese
- 8 aprile - Michael Albert, attivista, editore e economista statunitense
- 8 aprile - Bruna Baglioni, mezzosoprano italiano
- 8 aprile - Bernard Cerquiglini, linguista francese
- 8 aprile - Tom DeLay, politico statunitense
- 8 aprile - David Eisenbud, matematico statunitense
- 8 aprile - Steve Howe, chitarrista e compositore britannico
- 8 aprile - Hou Hsiao-hsien, regista, sceneggiatore e produttore cinematografico taiwanese
- 8 aprile - Robert Kiyosaki, imprenditore e scrittore statunitense
- 8 aprile - Pascal Lamy, economista e politico francese
- 8 aprile - Larry Norman, cantautore, musicista e produttore discografico statunitense († 2008)
- 8 aprile - Ornella Piloni, politica italiana († 2023)
- 8 aprile - Elio Rinero, allenatore di calcio e ex calciatore italiano
- 8 aprile - Giovanni Tani, arcivescovo cattolico italiano
- 9 aprile - Henrik Bernburg, ex calciatore danese
- 9 aprile - Luigi Colombo, giornalista e conduttore televisivo italiano
- 9 aprile - Gianni Quillico, doppiatore, attore e direttore del doppiaggio italiano
- 9 aprile - Raffaele Schicchi, ex calciatore italiano
- 9 aprile - Kazuko Sugiyama, attrice e doppiatrice giapponese
- 10 aprile - Ewa Dałkowska, attrice polacca († 2025)
- 10 aprile - Bob Hatton, ex calciatore inglese
- 10 aprile - Paolo Malco, attore italiano
- 10 aprile - Bunny Wailer, cantante e percussionista giamaicano († 2021)
- 10 aprile - Jaap ter Linden, violoncellista, gambista e direttore d'orchestra olandese
- 11 aprile - Deem Bristow, attore e doppiatore statunitense († 2005)
- 11 aprile - Enrico Deaglio, giornalista e conduttore televisivo italiano
- 11 aprile - Uli Edel, regista tedesco
- 11 aprile - Richard Medioni, giornalista, editore e direttore artistico francese († 2016)
- 11 aprile - Peter Riegert, attore statunitense
- 11 aprile - Dennis Stewart, cestista e allenatore di pallacanestro statunitense († 2022)
- 11 aprile - Meshach Taylor, attore statunitense († 2014)
- 11 aprile - Leone Zappia, politico italiano († 2006)
- 12 aprile - Larry Cannon, cestista e allenatore di pallacanestro statunitense († 2024)
- 12 aprile - Tom Clancy, scrittore, sceneggiatore e autore di videogiochi statunitense († 2013)
- 12 aprile - Christilot Hanson-Boylen, cavallerizza canadese
- 12 aprile - Woody Johnson, ambasciatore, imprenditore e dirigente sportivo statunitense
- 12 aprile - Dan Lauria, attore statunitense
- 12 aprile - David Letterman, conduttore televisivo, autore televisivo e comico statunitense
- 12 aprile - Wayne Northrop, attore statunitense († 2024)
- 12 aprile - Franco Rocchetta, politico italiano
- 13 aprile - Kenny Aird, calciatore scozzese († 2024)
- 13 aprile - Rae Armantrout, poetessa statunitense
- 13 aprile - Mike Chapman, produttore discografico e cantautore australiano
- 13 aprile - František Cipro, calciatore e allenatore di calcio cecoslovacco († 2023)
- 13 aprile - Joseph Daul, sindacalista e politico francese
- 13 aprile - Alfred Maria Oburu Asue, vescovo cattolico equatoguineano († 2006)
- 13 aprile - Holger Schwiers, attore, doppiatore e regista teatrale tedesco
- 13 aprile - Giovanni Urban, ex calciatore italiano
- 13 aprile - Óscar Urbina Ortega, arcivescovo cattolico colombiano
- 13 aprile - Jerónimo de Sousa, politico portoghese
- 14 aprile - Fabián Alarcón, politico ecuadoriano
- 14 aprile - Dominique Baudis, scrittore, giornalista e politico francese († 2014)
- 14 aprile - Gino De Dominicis, artista italiano († 1998)
- 14 aprile - Penny Warner, scrittrice statunitense
- 15 aprile - Bill Aitken, politico scozzese
- 15 aprile - Novilio Bruschini, ex calciatore italiano
- 15 aprile - Lois Chiles, modella e attrice statunitense
- 15 aprile - John Herzfeld, regista, sceneggiatore e attore statunitense
- 15 aprile - Ike Hill, ex giocatore di football americano statunitense
- 15 aprile - David Jackson, sassofonista, flautista e compositore britannico
- 15 aprile - Giuseppe Leoni, politico, giornalista e architetto italiano
- 15 aprile - Claudio Pacifico, diplomatico e scrittore italiano
- 15 aprile - Onny Parun, ex tennista neozelandese
- 15 aprile - Roy Raymond, imprenditore statunitense († 1993)
- 15 aprile - Deborah J. Ross, scrittrice statunitense
- 15 aprile - Valere Van Sweevelt, ex ciclista su strada belga
- 16 aprile - Kareem Abdul-Jabbar, ex cestista e allenatore di pallacanestro statunitense
- 16 aprile - Gianfranco Bianchin, ciclista su strada italiano († 1970)
- 16 aprile - Frank Hamblen, cestista e allenatore di pallacanestro statunitense († 2017)
- 16 aprile - Annick Hector, ex cestista francese
- 16 aprile - Lee Kerslake, batterista britannico († 2020)
- 16 aprile - Gianni Merlo, giornalista italiano
- 16 aprile - José Luis Moreno, attore e produttore televisivo spagnolo
- 16 aprile - Gerry Rafferty, cantautore e chitarrista scozzese († 2011)
- 16 aprile - Volker Spierling, filosofo e scrittore tedesco
- 17 aprile - Patrizia Cavalli, poeta e scrittrice italiana († 2022)
- 17 aprile - Marty Domres, ex giocatore di football americano e economista statunitense
- 17 aprile - Gene Guglielmi, cantautore italiano
- 17 aprile - Kazuichi Hanawa, fumettista giapponese
- 17 aprile - Vincenzo La Valva, naturalista e botanico italiano († 2010)
- 17 aprile - Sherrie Levine, fotografa statunitense
- 17 aprile - Corrado Marmo, ex calciatore italiano
- 17 aprile - Linda Martin, cantante e conduttrice televisiva irlandese
- 17 aprile - El-Sayed Mubarak, ex cestista egiziano
- 17 aprile - Paola Pitti, attrice e modella italiana
- 17 aprile - Charles Frank, attore statunitense
- 17 aprile - Paul Thomas, attore e regista statunitense († 2025)
- 18 aprile - Kathy Acker, scrittrice, poetessa e musicista statunitense († 1997)
- 18 aprile - Remo Andreoli, politico italiano
- 18 aprile - Moses Blah, politico liberiano († 2013)
- 18 aprile - Polly Brown, cantante britannica
- 18 aprile - Giuliano Cellini, politico italiano
- 18 aprile - Ante Ivković, ex calciatore jugoslavo
- 18 aprile - Lori Martin, attrice statunitense († 2010)
- 18 aprile - Herbert Mullin, serial killer statunitense († 2022)
- 18 aprile - Jerzy Stuhr, attore e regista polacco († 2024)
- 18 aprile - Manuel Sánchez Monge, vescovo cattolico spagnolo
- 18 aprile - James Woods, attore statunitense
- 19 aprile - Ivan Bertuolo, ex calciatore italiano
- 19 aprile - Nicolae Covaci, compositore, cantante e chitarrista rumeno († 2024)
- 19 aprile - Giuseppe Fanfani, avvocato e politico italiano
- 19 aprile - Norbert Conrad Kaser, poeta e scrittore italiano († 1978)
- 19 aprile - Dante Lodrini, allenatore di calcio e ex calciatore italiano
- 19 aprile - Murray Perahia, pianista e direttore d'orchestra statunitense
- 19 aprile - Sandro Petraglia, sceneggiatore, regista e critico cinematografico italiano
- 19 aprile - Giorgio Piccolo, politico italiano
- 19 aprile - Giuseppe Sassatelli, etruscologo e archeologo italiano
- 19 aprile - Edin Sprečo, calciatore jugoslavo († 2020)
- 19 aprile - Luigi Vero Tarca, filosofo italiano
- 19 aprile - Yan Pascal Tortelier, direttore d'orchestra e violinista francese
- 19 aprile - Mark Volman, cantante, chitarrista e cantautore statunitense
- 20 aprile - Carlo Carpinelli, politico italiano
- 20 aprile - Giorgio Corbellini, vescovo cattolico italiano († 2019)
- 20 aprile - Hans-Johann Färber, ex canottiere tedesco
- 20 aprile - Olga Karlatos, attrice greca
- 20 aprile - Luigi Maifredi, ex calciatore e allenatore di calcio italiano
- 20 aprile - Dino Manetta, vignettista e animatore italiano († 2018)
- 20 aprile - Ken Scott, tecnico del suono britannico
- 20 aprile - Vasilij Serafimovič Sinajskij, direttore d'orchestra e pianista russo
- 20 aprile - Björn Skifs, cantautore, attore e sceneggiatore svedese
- 20 aprile - Viktor Suvorov, storico, scrittore e ex agente segreto russo
- 21 aprile - Iggy Pop, cantautore, attore e produttore discografico statunitense
- 21 aprile - Rudi Stohl, ex pilota di rally e ex copilota di rally austriaco
- 22 aprile - Pietro Boscaini, nuotatore italiano († 1973)
- 22 aprile - Pierre-Marie Carré, arcivescovo cattolico francese
- 22 aprile - Steve Englehart, fumettista e scrittore statunitense
- 22 aprile - Jon Fox, politico statunitense († 2018)
- 22 aprile - Cornelius Horan, presbitero irlandese
- 22 aprile - Goran Paskaljević, regista e sceneggiatore serbo († 2020)
- 22 aprile - Shmuel Rosenthal, ex calciatore israeliano
- 22 aprile - Ed Siudut, cestista statunitense († 2012)
- 22 aprile - Giovanni Tonoli, ciclista su strada italiano († 1993)
- 22 aprile - Cesare Viviani, poeta e scrittore italiano
- 22 aprile - Flaviano Zandoli, allenatore di calcio e ex calciatore italiano
- 23 aprile - Glenn Cornick, bassista britannico († 2014)
- 23 aprile - Bernadette Devlin, politica britannica
- 23 aprile - Heinz Wilhelm Steckling, vescovo cattolico e missionario tedesco
- 23 aprile - Ludmila Zeman, produttrice cinematografica e animatrice ceca
- 24 aprile - Josep Borrell, politico, ingegnere aeronautico e economista spagnolo
- 24 aprile - João Braz de Aviz, cardinale e arcivescovo cattolico brasiliano
- 24 aprile - Aurelio Chiesa, sceneggiatore e regista italiano
- 24 aprile - Sandro Delmastro delle Vedove, politico italiano
- 24 aprile - Roger David Kornberg, biochimico statunitense
- 24 aprile - Harald Vollmar, ex tiratore a segno tedesco
- 25 aprile - Santo Araniti, mafioso italiano
- 25 aprile - Johan Cruijff, calciatore, allenatore di calcio e dirigente sportivo olandese († 2016)
- 25 aprile - Jeffrey DeMunn, attore statunitense
- 25 aprile - Tibor Feldman, attore statunitense
- 25 aprile - Ivan Gregori, ex calciatore italiano
- 25 aprile - Marylise Lebranchu, politica francese
- 25 aprile - Tamara Samsonova, serial killer russa
- 25 aprile - Cathy Smith, cantante canadese († 2020)
- 26 aprile - Hal Abelson, informatico statunitense
- 26 aprile - David Byrne, politico e avvocato irlandese
- 26 aprile - Warren Clarke, attore britannico († 2014)
- 26 aprile - Eugene Migliaro Corporon, direttore d'orchestra statunitense
- 26 aprile - Giulio Di Donato, politico italiano
- 26 aprile - Bruno Ferrante, prefetto, dirigente d'azienda e funzionario italiano
- 26 aprile - Tejmuraz Kakulija, tennista sovietico († 2006)
- 26 aprile - Marc Otte, diplomatico belga
- 26 aprile - Herbert Richter, ex pistard tedesco
- 26 aprile - Peter Schaufuss, ballerino e coreografo danese
- 26 aprile - Donna de Varona, ex nuotatrice statunitense
- 26 aprile - Eric van Woerkom, ex cestista olandese
- 26 aprile - Jorge Zaragoza, cestista messicano († 2022)
- 27 aprile - Maria del Mar Bonet, cantante spagnola
- 27 aprile - G. K. Butterfield, politico e magistrato statunitense
- 27 aprile - Pete Ham, cantante, compositore e chitarrista britannico († 1975)
- 27 aprile - Ann Peebles, cantante statunitense
- 27 aprile - René Emilio Ponce, generale salvadoregno († 2011)
- 27 aprile - Giuseppe Zaccaria, critico letterario italiano
- 28 aprile - Tom Barrack, imprenditore e ambasciatore statunitense
- 28 aprile - Claude Carrara, ex calciatore francese
- 28 aprile - Christian Jacq, scrittore, egittologo e saggista francese
- 28 aprile - Steve Khan, chitarrista statunitense
- 28 aprile - Marco Santagata, scrittore, critico letterario e storico della letteratura italiano († 2020)
- 28 aprile - Adriano Savio, numismatico italiano
- 28 aprile - Ken St. Andre, autore di giochi e scrittore statunitense
- 28 aprile - Ad Visser, conduttore televisivo e cantante olandese
- 28 aprile - Carlo Vizzini, politico italiano
- 29 aprile - Aldo Anzuini, allenatore di calcio e ex calciatore italiano
- 29 aprile - Serge Bernier, ex hockeista su ghiaccio canadese
- 29 aprile - Horst Bredekamp, storico dell'arte tedesco
- 29 aprile - Yusef Komunyakaa, poeta statunitense
- 29 aprile - Johnny Miller, golfista statunitense
- 29 aprile - Jim Ryun, ex mezzofondista e politico statunitense
- 29 aprile - Michele Solbiati, calciatore italiano
- 29 aprile - Tamotsu Suzuki, allenatore di calcio e ex calciatore giapponese
- 29 aprile - Va'aletoa Sualauvi II, politico samoano
- 29 aprile - André Wilms, attore francese († 2022)
- 30 aprile - Jaume Cabré, scrittore e sceneggiatore spagnolo
- 30 aprile - Doug Carlston, imprenditore e dirigente d'azienda statunitense
- 30 aprile - Denny Carmassi, batterista statunitense
- 30 aprile - Silvano Chimenti, chitarrista italiano
- 30 aprile - Elizabeth Hawthorne, attrice neozelandese
- 30 aprile - Evan X Hyde, scrittore, giornalista e politico beliziano
- 30 aprile - Finn Kalvik, cantante norvegese
- 30 aprile - Tom Køhlert, allenatore di calcio e ex calciatore danese
- 30 aprile - Charlie McCully, calciatore scozzese († 2007)
- 30 aprile - Wolfgang Rausch, calciatore e allenatore di calcio tedesco († 2025)
- 30 aprile - Giorgio Roilo, sindacalista e politico italiano
- 30 aprile - Bobby Scott, politico e avvocato statunitense